# 嶋浩一郎
嶋 浩一郎（しま こういちろう、1968年11月2日 - ）は、日本のクリエイティブディレクター。博報堂ケトル共同CEO。

## 人物
上智大学法学部法律学科卒業後、1993年博報堂入社し、コーポレート・コミュニケーション局で企業の広報・情報戦略に携わる。2001年に朝日新聞社へ出向し、スターバックスなどで販売された若者向け新聞「SEVEN」の編集ディレクターを務め、2002から2004年にかけて博報堂刊『広告』の編集長を務めた。2004年に「本屋大賞」を企画してNPO本屋大賞実行委員会で理事を務める。2006年に博報堂ケトルを設立。
NUMABOOKS（代表：内沼晋太郎）と下北沢に書店『本屋B&B』を共同経営する。「本屋B&B」が、2015年グッドデザイン賞受賞。週刊少年サンデー・週刊少年マガジン50周年コラボ企画、KDDI、伊藤忠商事「MOTTAINAI」などの広告キャンペーンを手掛け、カルチャー誌『ケトル』やエリアニュースサイト『赤坂経済新聞』で編集長を務める。編著書に『CHILDLENS』、『嶋浩一郎のアイデアのつくり方』、『企画力』、『このツイートは覚えておかなくちゃ。』、『人が動くものが売れる編集術 ブランド「メディア」のつくり方』がある。

## 作品
- 嶋浩一郎のアイデアのつくり方（2007年 ディスカヴァー・トゥエンティワン）
- 企画力（2009年 翔泳社）
- 人が動くものが売れる編集術 ブランド「メディア」のつくり方（2010年 誠文堂新光社）
- このツイートは覚えておかなくちゃ。（2010年 講談社）
- なぜ本屋に行くとアイデアが生まれるのか（2013年 祥伝社）
- 欲望する「ことば」 「社会記号」とマーケティング（松井剛と共著）（2017年 集英社新書）